# Cena Evropské unie za literaturu
Cena Evropské unie za literaturu (European Union Prize for Literature) je literární ocenění udělované Evropskou unií od roku 2009. Cenu založil a financuje Culture Programme of the European Union a je koordinována s konzorciem a uděluje ji komise. Konzorcium se skládá z Evropské federace knihkupců, European Writers' Council a Federace evropských vydavatelů. Konzorcium rovněž sestavuje národní poroty a udělování cen organizuje.
Každý rok je vybráno 11 nebo 12 zemí, které se soutěže účastní, poté jsou vybrány komise pro každou zemi. Ty pak vybírají vítěze. Každé tři roky se všechny země střídají.
Účastníci:
- 28 států Evropské unie
- 3 státy Evropského hospodářského prostoru: Norsko, Island a Lichtenštejnsko
- Kandidátské země pro vstup do EU: Turecko, Černá Hora, Makedonie a Srbsko
- Potenciální kandidátská země pro vstup do EU: Bosna a Hercegovina.

Vítěz obdrží finanční ocenění ve výši 5 000 eur a organizace podporuje překlad jeho knih a propaguje je.

## 2009

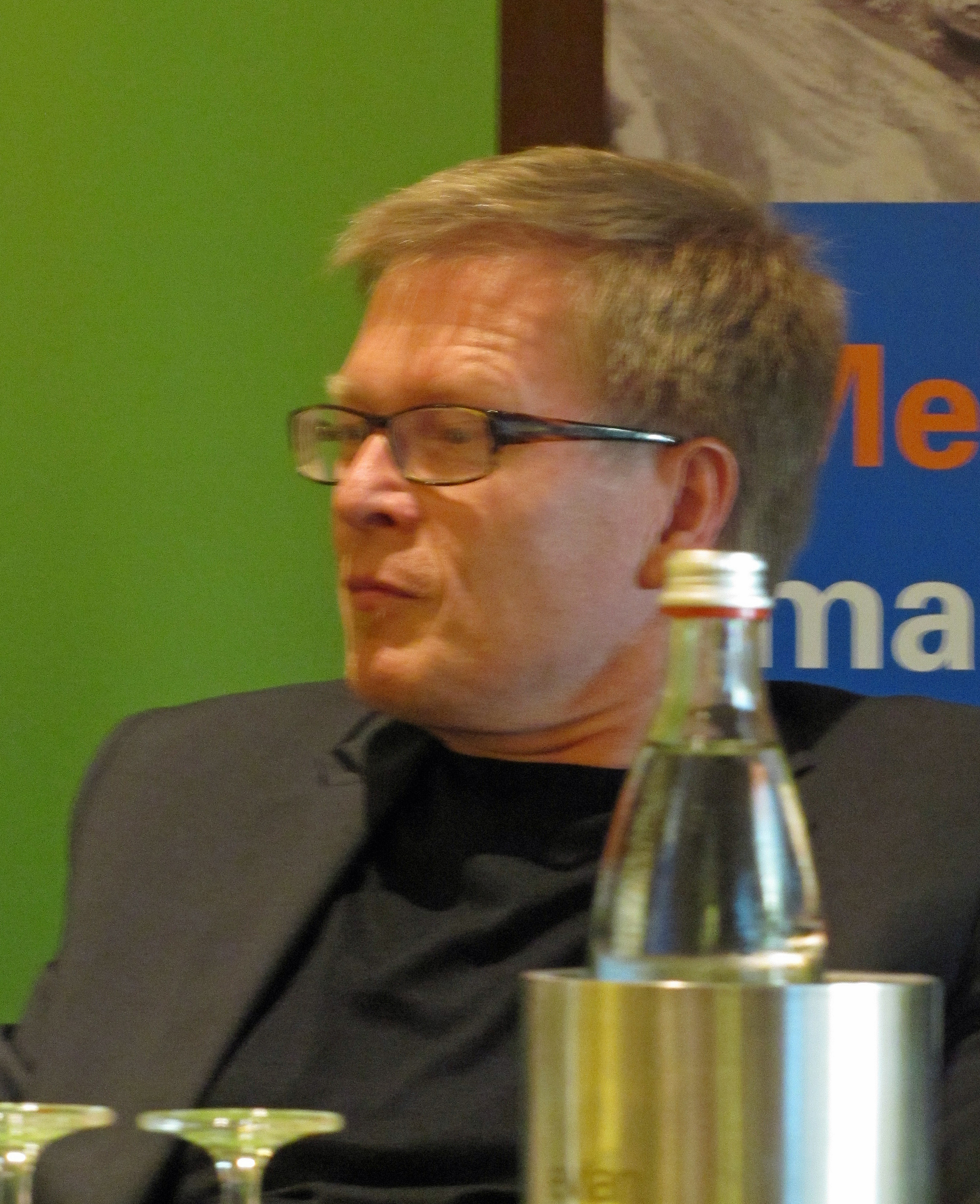
Paulus Hochgatterer

Vítězové za rok 2009 byli oznámeni v listopadu 2009.
- Rakousko: Paulus Hochgatterer, Die Süße des Lebens (Sladkost života, č. Host, 2010)
- Chorvatsko: Mila Pavićević, Djevojčica od leda i druge bajke
- Francie: Emmanuelle Pagano, Les Adolescents troglodytes
- Maďarsko: Szécsi Noémi, Kommunista Monte Cristo
- Irsko: Karen Gillece, Longshore Drift
- Itálie: Daniele Del Giudice, Orizzonte mobile
- Litva: Laura Sintija Cerniauskaité, Kvėpavimas ¡ marmurą
- Norsko: Carl Frode Tiller, Innsirkling
- Polsko: Jacek Dukaj, Lód
- Portugalsko: Dulce Maria Cardoso, Os Meus Sentimentos
- Slovensko: Pavol Rankov, Stalo sa prvého septembra (alebo inokedy) (Stalo se prvního září, č. Host, 2010)
- Švédsko: Helena Henschen, I skuggan av ett brott

## 2010

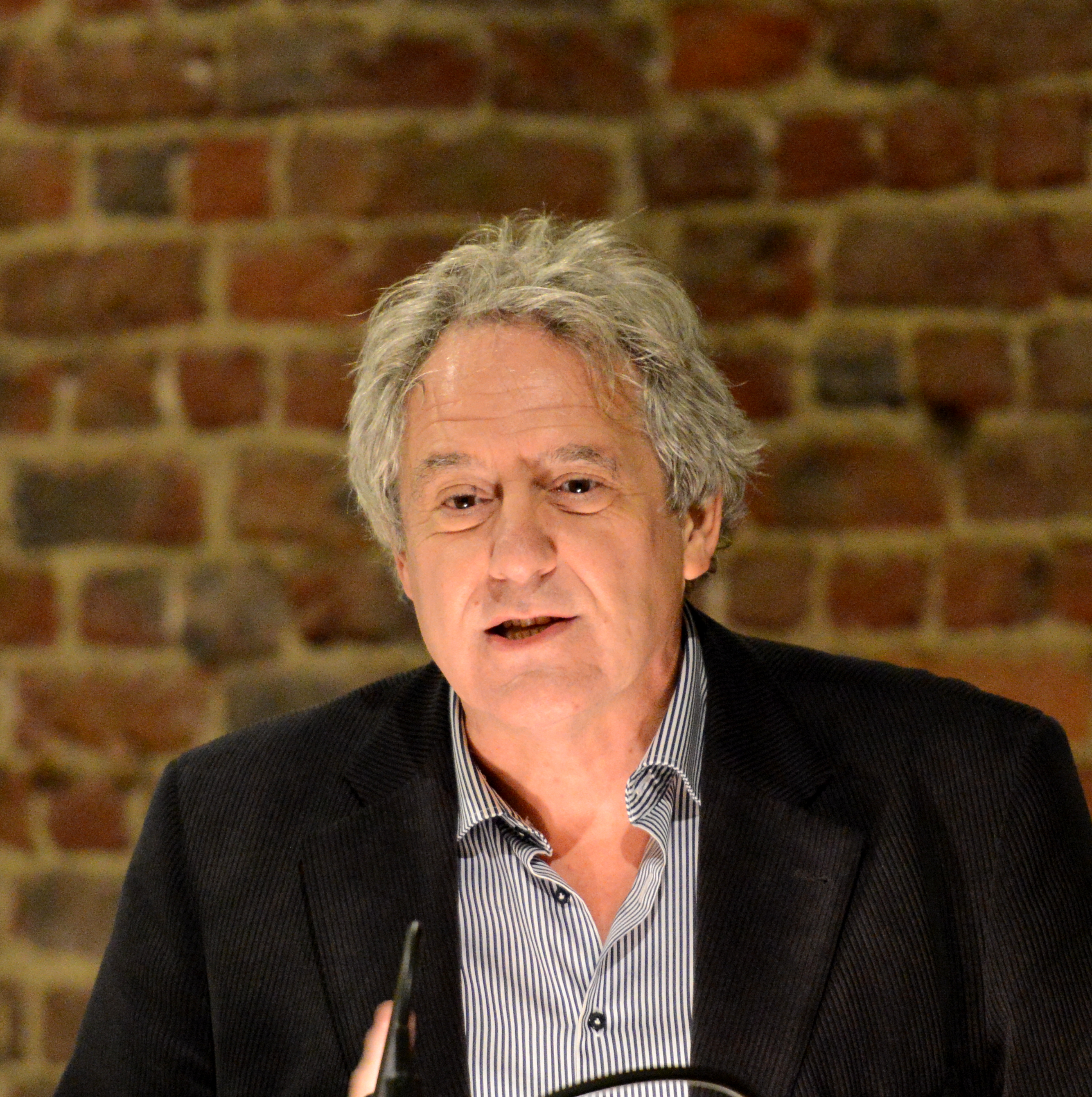
Jean Back

Vítězové za rok 2010 byli oznámeni 18. listopadu 2010.
- Belgie: Peter Terrin, De Bewaker (Hlídač, č. Dauphin, 2012)
- Kypr: Myrto Azina Chronides, To Peirama (Experiment (milostný), č. Dauphin, 2013)
- Dánsko: Adda Djørup, Den mindste modstand
- Estonsko: Tiit Aleksejev, Palveränd (Cesta do svaté země, č. Dauphin, 2020)
- Finsko: Riku Korhonen, Lääkäriromaani (Lékařský román, č. Dauphin, 2014)
- Německo: Iris Hanika, Das Eigentliche (To podstatné, č. Dauphin, 2013)
- Lucembursko: Jean Back, Amateur (Amatér, č. Dauphin, 2013)
- Rumunsko: Răzvan Rădulescu, Teodosie cel Mic
- Slovinsko: Nataša Kramberger, Nebesa v robidah: roman v zgodbah (Nebe v ostružiní, č. Gorgona, 2014)
- Španělsko: Raquel Martínez-Gómez, Sombras de unicornio
- Makedonie: Goce Smilevski, Сестрата на Зигмунд Фројд (Freudova sestra, č. Odeon, 2012)

## 2011

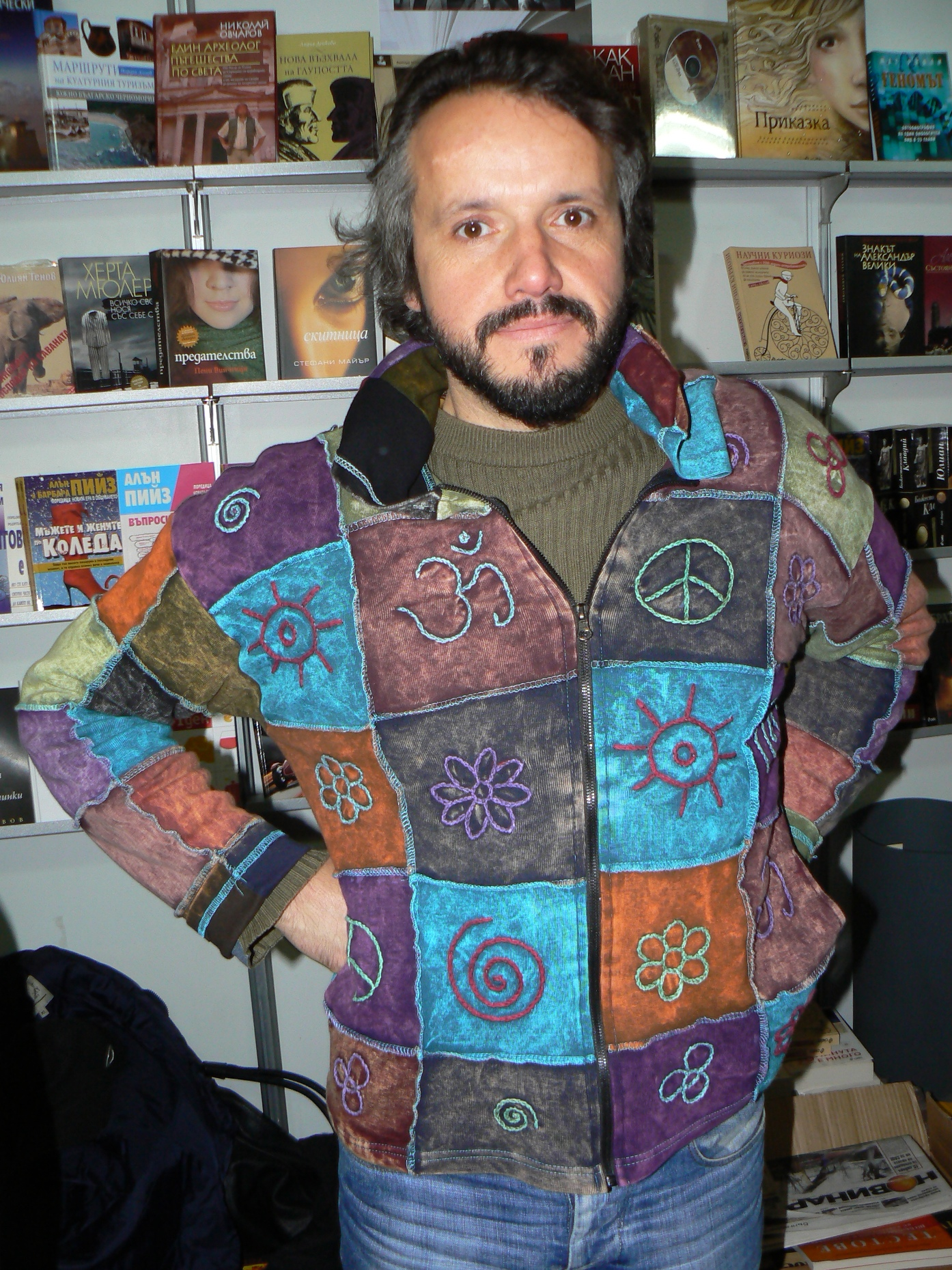
Kalin Terziyski

Vítězové za rok 2011 byli oznámeni 11. října 2011.
- Bulharsko: Kalin Terziyski, Има ли кой да ви обича
- Česko: Tomáš Zmeškal, Milostný dopis klínovým písmem
- Řecko: Kostas Hatziantoniou, Agrigento
- Island: Ófeigur Sigurðsson, Jon
- Lotyšsko: Inga Žolude, Mierinājums Ādama kokam
- Lichtenštejnsko: Iren Nigg, Man wortet sich die Orte selbst (Místa, jež mají jména jen v nás, č. Dauphin, 2015)
- Malta: Immanuel Mifsud, Fl-Isem tal-Missier (tal-iben)
- Černá Hora: Andrej Nikolaidis, Sin
- Nizozemsko: Rodaan Al Galidi, De autist en de postduif (Autista a poštovní holub, č. Dauphin, 2015)
- Srbsko: Jelena Lengold, Vašarski Mađioničar (Iluzionista, č. Dauphin, 2015)
- Turecko: Çiler İlhanová, Sürgün (Exil, č. Dauphin, 2015)
- Spojené království: Adam Foulds, The Quickening Maze (Vířící bludiště, č. Odeon, 2011)

## 2012

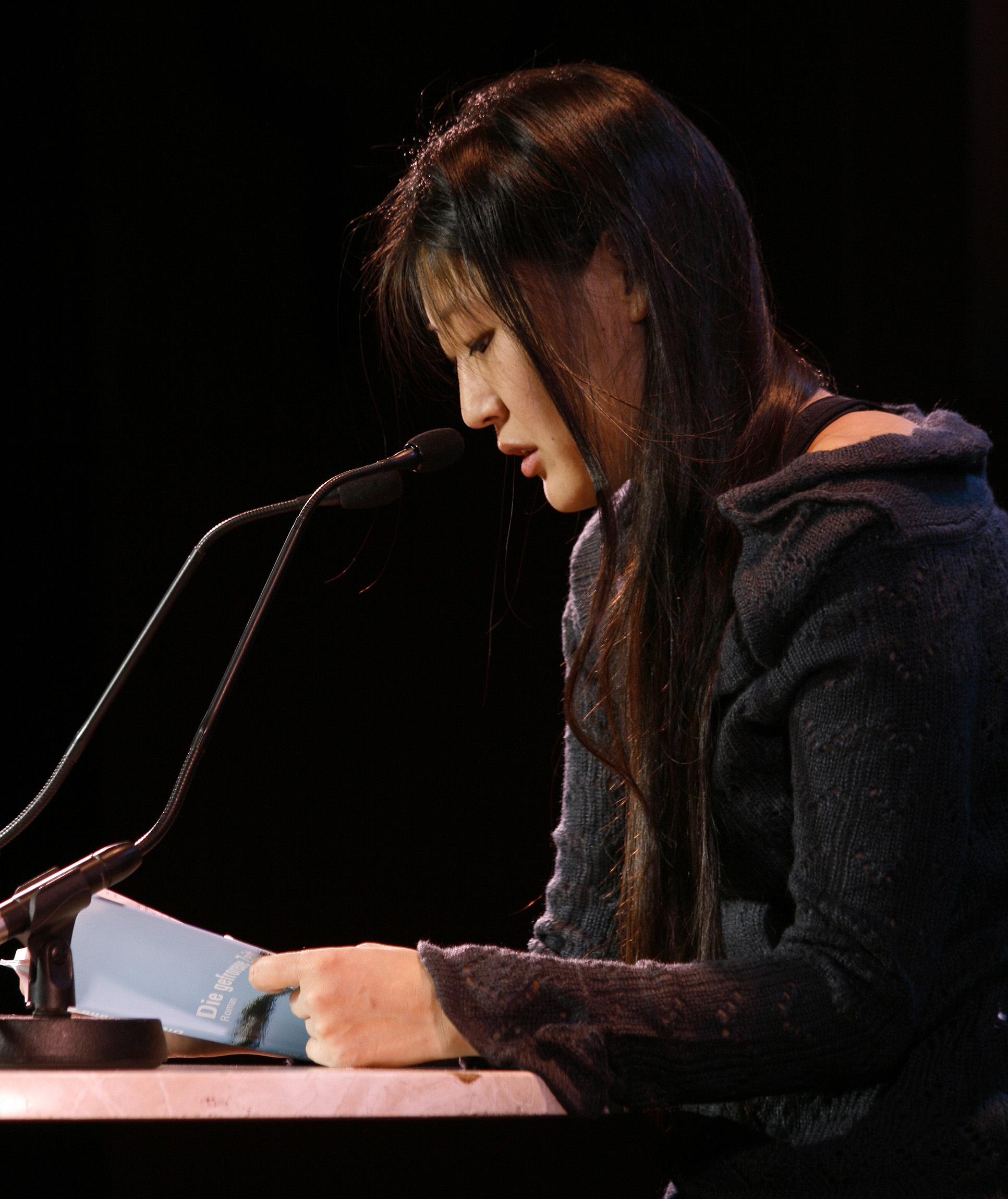
Anna Kim

Ceremoniál udílení cen se odehrál v Bruselu 22. října 2012.
- Rakousko: Anna Kim, Die gefrorene Zeit
- Chorvatsko: Lada Žigo, Rulet
- Francie: Laurence Plazenet, L’amour Seul
- Maďarsko: Viktor Horváth, Török Tükör (Turecké zrcadlo, č. Větrné mlýny, 2016)
- Itálie: Emanuele Trevi, Qualcosa di Scritto
- Litva: Giedra Radvilavičiūtė, Siąnakt aš Miegosiu Prie Sienos
- Norsko: Gunstein Bakke, Maud og Aud: Ein Roman om Trafikk (Maud a Aud: Román o silničním provozu, č. Dauphin, 2015)
- Polsko: Piotr Paziński, Pensjonat (Letní byt, č. Havran, 2012)
- Portugalsko: Afonso Cruz, A Boneca de Kokoschka (Kokoschkova loutka, č. Argo, 2015)
- Slovensko: Jana Beňová, Cafe Hyena: Plán odprevádzania (Café Hyena (plán vyprovázení), č. Paseka, 2010)
- Švédsko: Sara Mannheimer, Handlingen

## 2013

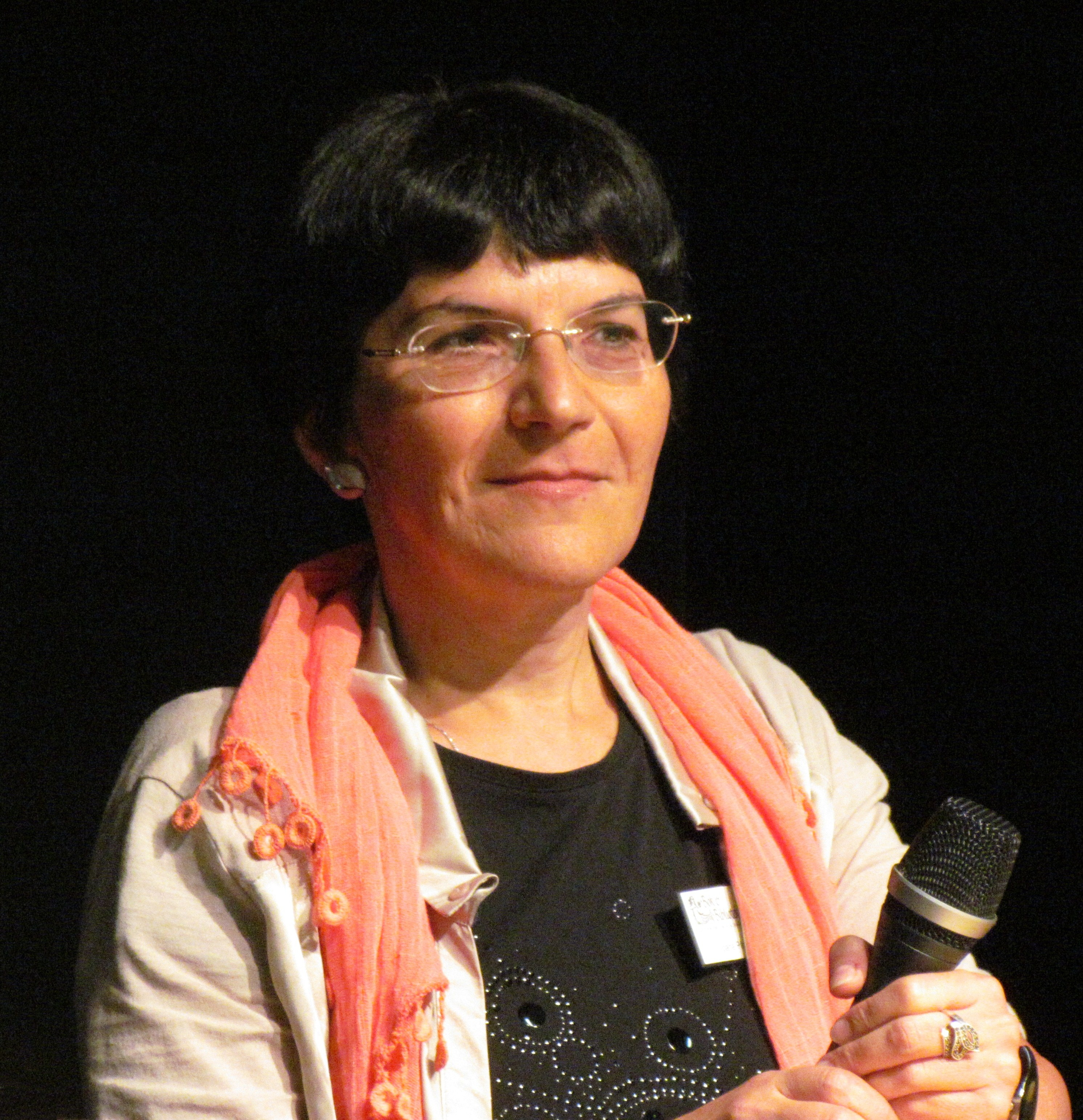
Ioana Pârvulescu

Jména vítězů byla oznámena 26. září 2013. Ceremoniál se odehrál v Bruselu 26. listopadu 2013.
- Belgie: Isabelle Wéry, Marilyn Désossée
- Bosna a Hercegovina: Faruk Šehić, Knjiga o Uni
- Kypr: Emilios Solomou, Hμερολóγιο μιας απιστίας
- Dánsko: Kristian Bang Foss, Døden kører audi
- Estonsko: Meelis Friedenthal, Mesilased (Včely, č. Dybbuk, 2016)
- Finsko: Katri Lipson, Jäätelökauppias (Zmrzlinář, č. Argo, 2014)
- Německo: Marica Bodrožić, Kirschholz und alte Gefühle (Třešňové dřevo a staré pocity)
- Lucembursko: Tullio Forgiarini, Amok – Eng Lëtzebuerger Liebeschronik
- Makedonie: Lidija Dimkovska, Резервен живот
- Rumunsko: Ioana Pârvulescu, Viaţa începe vineri
- Slovinsko: Gabriela Babnik, Sušna doba
- Španělsko: Cristian Crusat, Breve teoría del viaje y el desierto

## 2014
Ocenění byli vyhlášeni 8. října 2014.
- Albánie: Ben Blushi, Otello, Arapi i Vlorës
- Bulharsko: Milen Ruskov, Възвишение (Summit)
- Jan NěmecČesko: Jan Němec, Dějiny světla

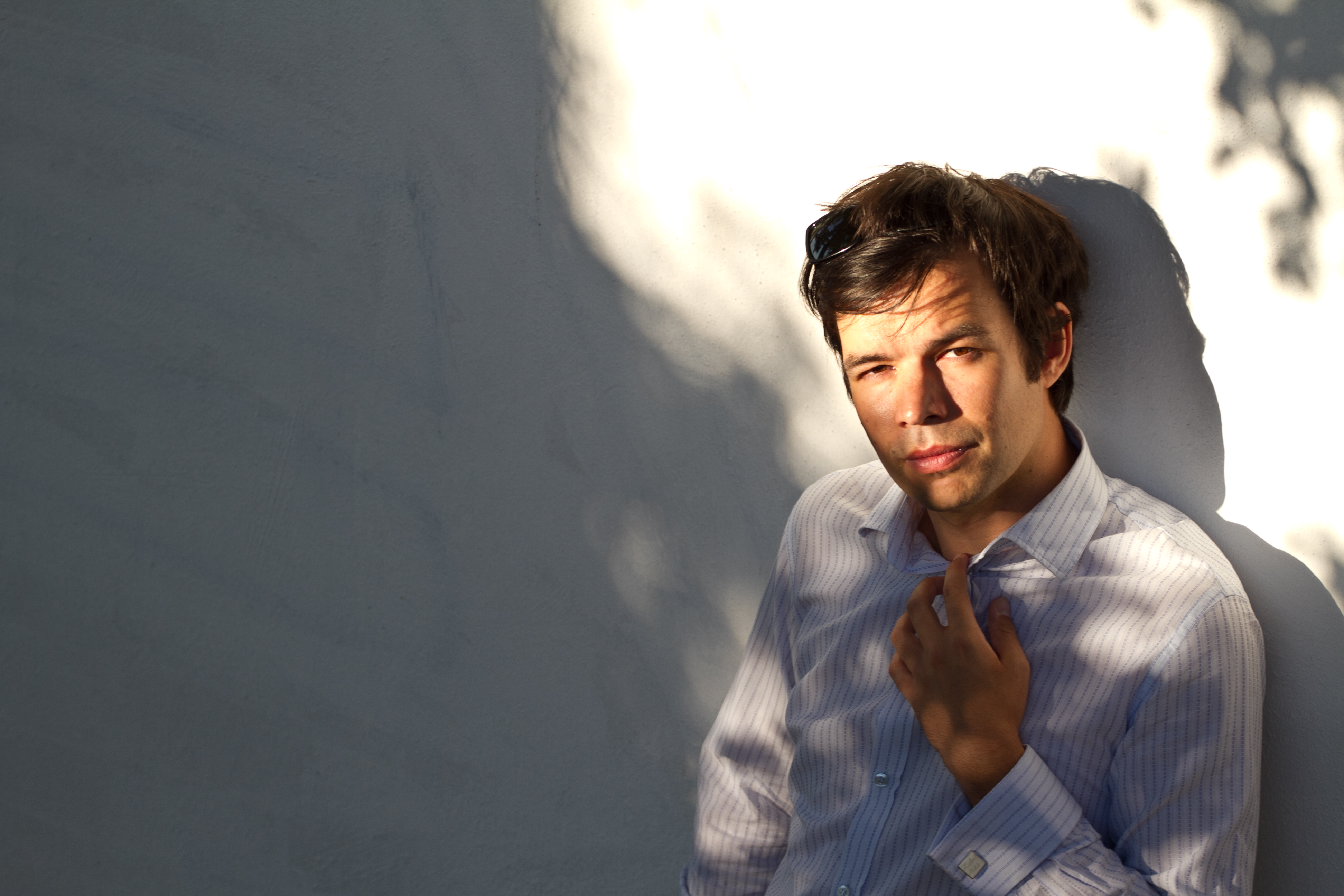
Jan Němec

- Řecko: Makis Tsitas, Μάρτυς μου ο Θεός (Bůh je můj svědek)
- Island: Oddný Eir, Jarðnæði (Země lásky, plánů a ruin)
- Lotyšsko: Janis Jonevs, Jelgava '94
- Lichtenštejnsko: Armin Öhri, Die dunkle Muse: Historischer Kriminalroman (Temná múza. Historická detektivka)
- Malta: Pierre J. Mejlak, Dak li l-Lejl Iħallik Tgħid
- Černá Hora: Ognjen Spahić, Puna glava radosti
- Nizozemsko: Marente de Moor, De Nederlandse maagd
- Srbsko: Uglješa Šajtinac, Sasvim skromni darovi
- Turecko: Birgül Oğuz, Hah
- Spojené království: Evie Wyld, All the Birds, Singing (Zpívá, zpívá, každý pták, č. Omega, 2017)

## 2015

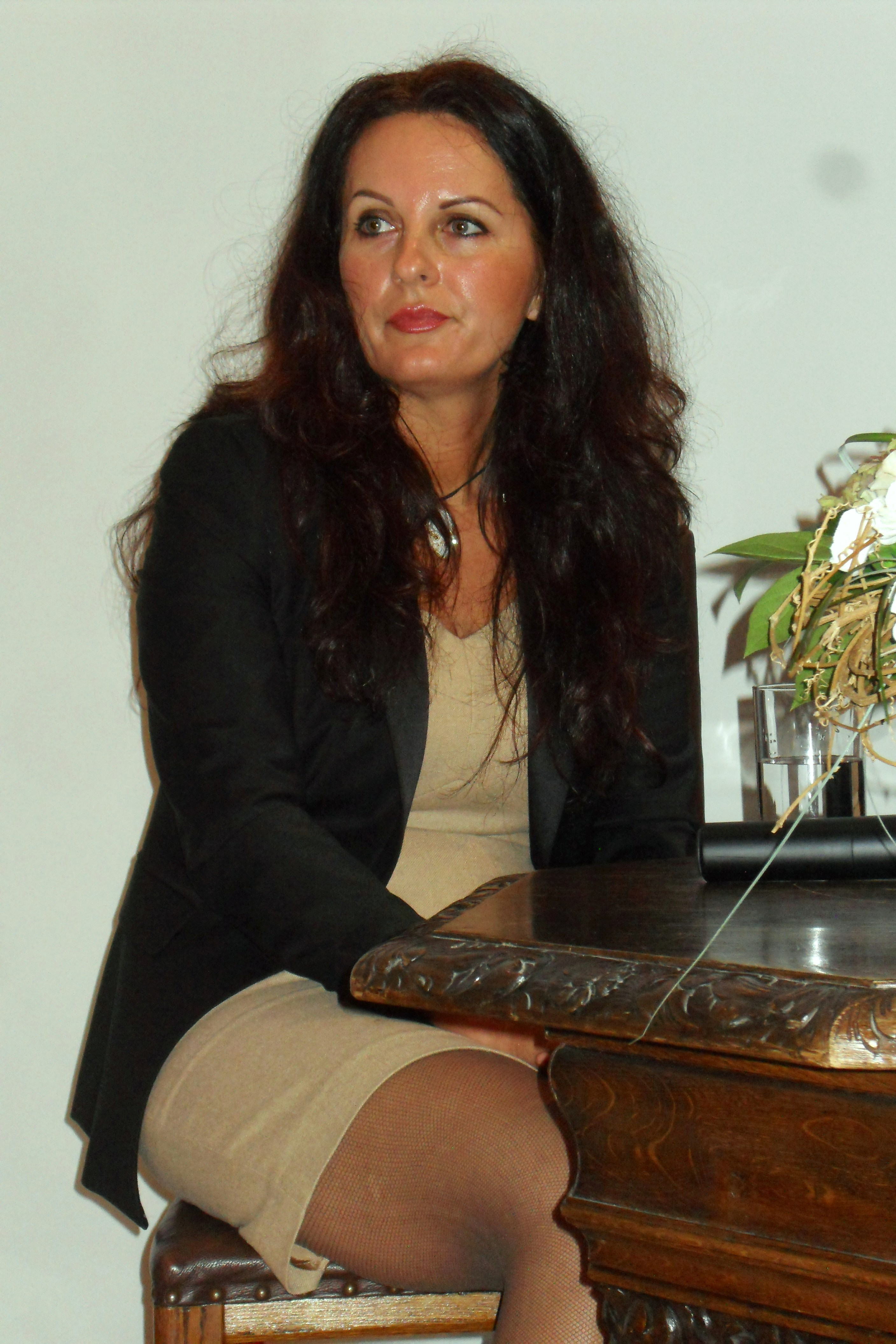
Magdalena Parys

Vítězové byli vyhlášeni v dubnu 2015 na londýnském knižním festivalu.
- Rakousko: Carolina Schutti, Einmal muss ich über weiches Gras gelaufen sein (Jednou jsem kráčela přes měkkou trávu)
- Chorvatsko: Luka Bekavac, Viljevo
- Francie: Gaëlle Josse, Le dernier gardien d’Ellis Island (Poslední hlídač Ellis Island)
- Maďarsko: Edina Szvoren, Nincs, és ne is legyen (Nemá, a dobře, že nemá, č. Bourdon, 2021)
- Irsko: Donal Ryan, The Spinning Heart
- Itálie: Lorenzo Amurri, Apnea. Fandango Libri, 2013.
- Litva: Undinė Radzevičiūtė, Žuvys ir drakonai (Ryby a draci, č. Větrné mlýny, 2021)
- Norsko: Ida Hegazi Høyer, Unnskyld (Odpusť mi)
- Polsko: Magdalena Parys, Magik (Mág)
- Portugalsko: David Machado, Índice Médio de Felicidade (Průměrný index štěstí, č. Bourdon, 2021)
- Slovensko: Svetlana Žuchová, Obrazy zo života M. (Obrazy ze života M., č. Motto, 2016)
- Švédsko: Sara Stridsbergová, Beckomberga - ode till min familj

## 2016

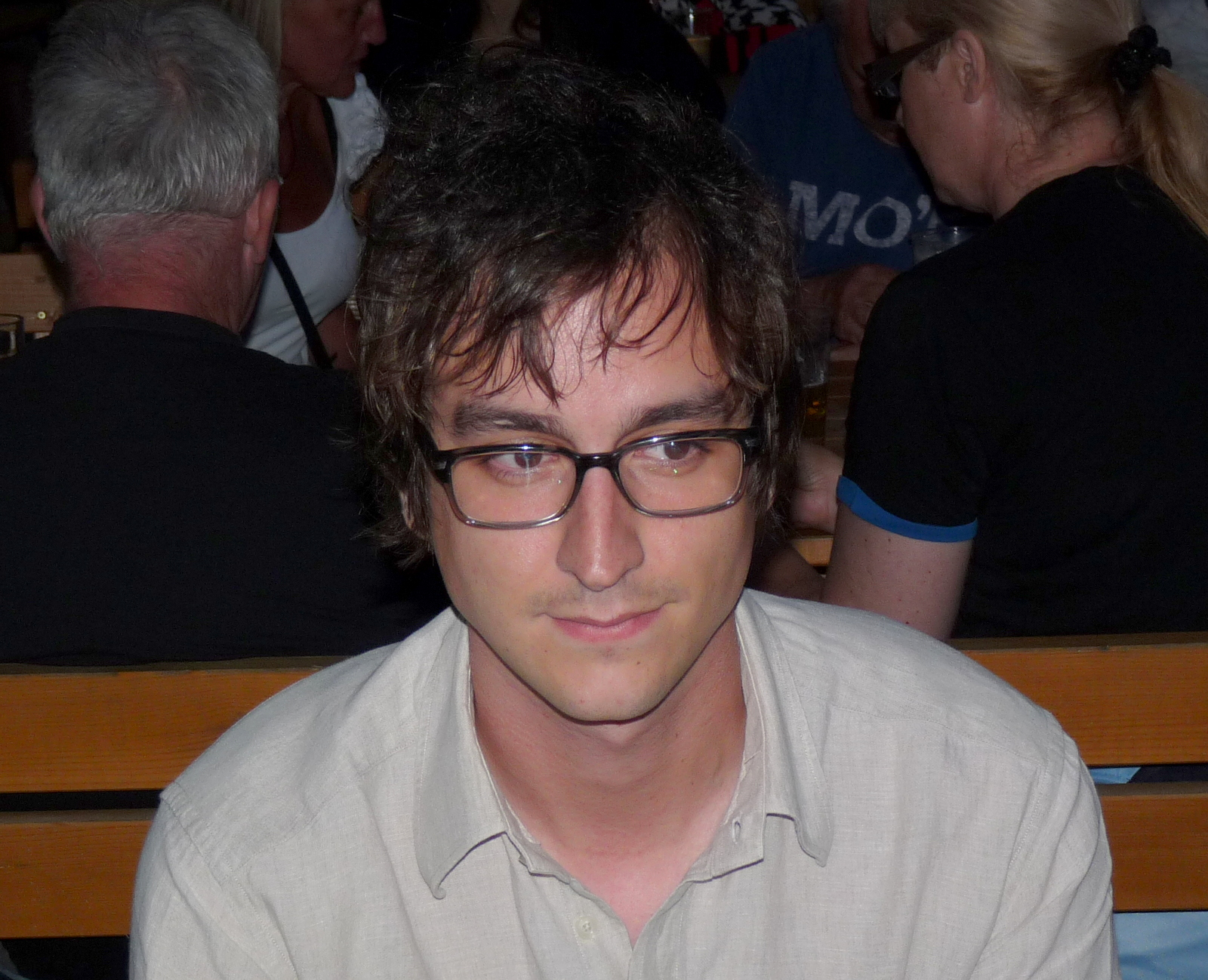
Jasmin B. Frelih

- Jasmin B. FrelihBelgie: Christophe Van Gerrewey: Op de hoogte (2012)
- Bosna a Herzegovina: Tanja Stupar-Trifunović: Satovi u majčinoj sobi (2014)
- Kypr: Antonis Georgiou: Ένα αλπούμ ιστορίες (2014)
- Dánsko: Bjørn Rasmussen: Huden er det elastiske hylster der omgiver hele legemet (2011)
- Estonsko: Paavo Matsin: Gogoli disko (2015)
- Finsko: Selja Ahava: Taivaalta tippuvat asiat (2015, Co padá z nebe, č. Beta, 2019)
- Makedonie: Nenad Joldeski: Секој со своето езеро (2012)
- Německo: Benedict Wells: Vom Ende der Einsamkeit (2016, Na konci samoty, č. Plus, 2017)
- Lucembursko: Gast Groeber: All Dag verstoppt en aneren (2013)
- Rumunsko: Claudiu Mihail Florian: Vârstele jocului. Strada Cetății. (2012)
- Slovinsko: Jasmin B. Frelih: Na/pol (2013)
- Španělsko: Jesús Carrasco: La tierra que pisamos (2016, Neznámý v zahradě, č. Akropolis, 2016)

## 2017

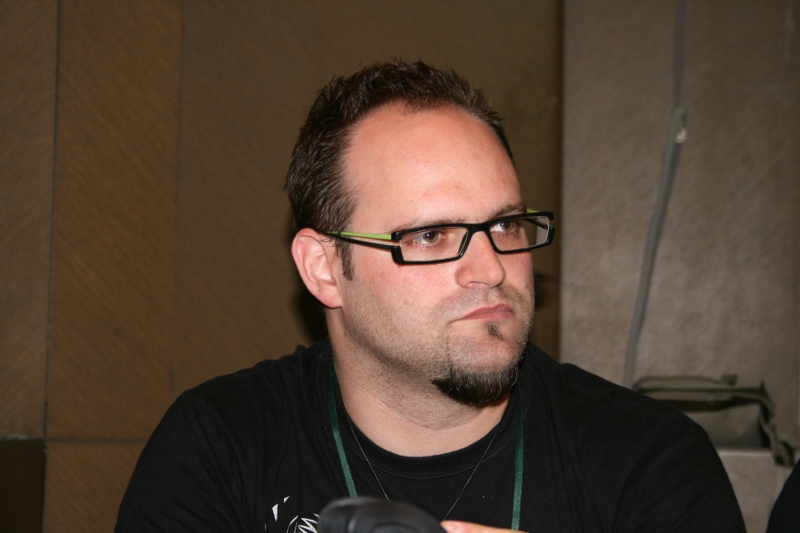
Darko Tuševljaković

- Darko Tuševljaković Albánie: Rudi Erebara: Epika e yjeve të mëngjesit (2016; The Epic of the Morning Stars)
- Bulharsko: Ina Wultschanowa: Остров Крах (2016; The Crack-Up Island)
- Černá Hora: Aleksandar Bečanović: Arcueil (2015)
- Česko: Bianca Bellová: Jezero (2016; The Lake)
- Island: Halldóra K. Thoroddsen: Tvöfalt gler (2016; Dvojité sklo; č. Větrné mlýny, 2022)
- Lotyšsko: Osvalds Zebris: Gaiļu kalna ēnā (2014; In the Shadow of Rooster Hill)
- Malta: Walid Nabhan: L-Eżodu taċ-Ċikonji (2013; Exodus of Storks)
- Nizozemsko: Jamal Ouariachi: Een Honger (2015; A Hunger)
- Řecko: Kallia Papadaki: Δενδρίτες (2015; Dendrites)
- Srbsko: Darko Tuševljaković: Jaz (2016; The Chasm)
- Turecko: Sine Ergün: Baştankara (2016; Chickadee)
- Spojené království: Sunjeev Sahota: The Year of the Runaways (2015; L’année de tous les départs)

## 2019

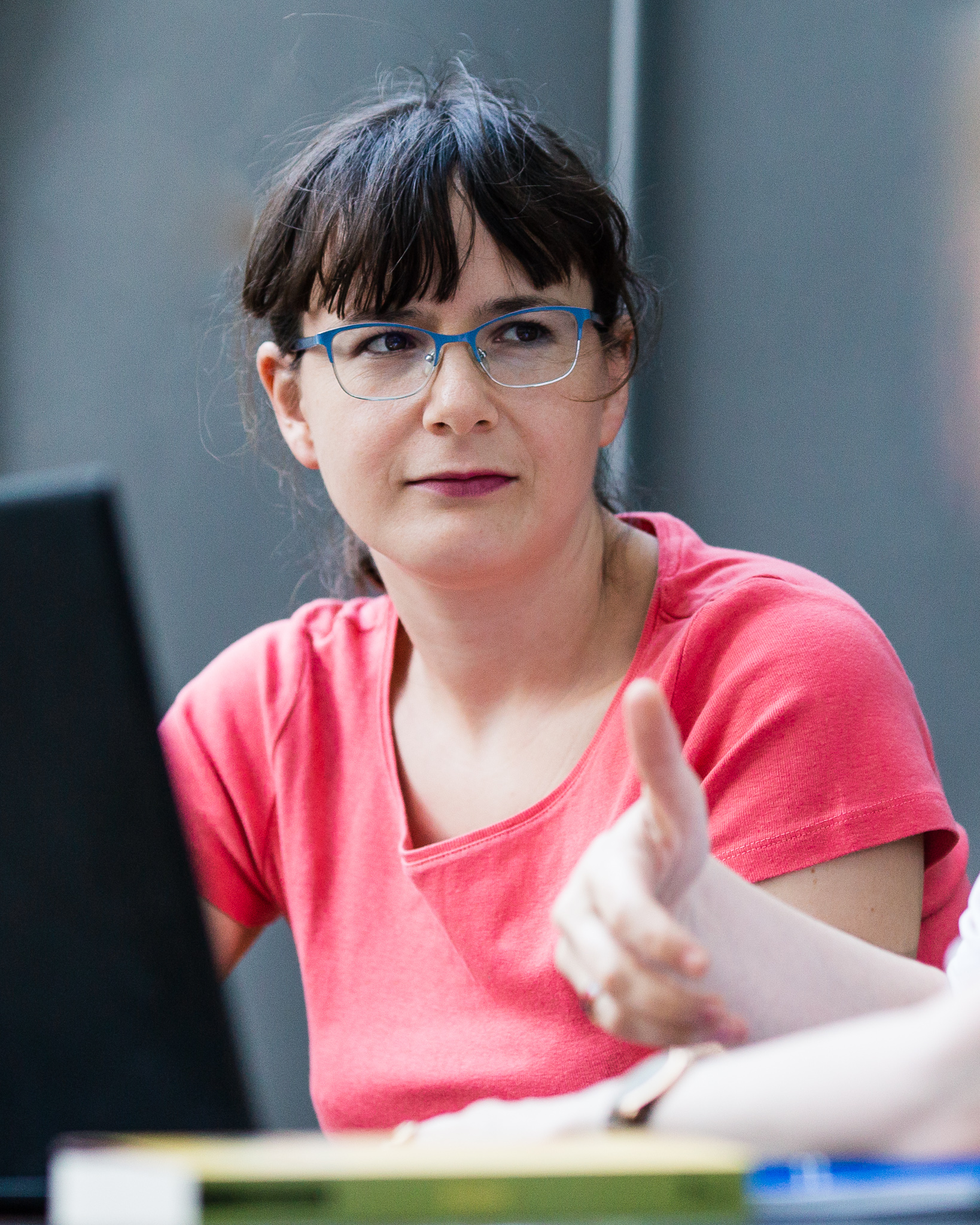
Ivana Dobrakovová

Ocenění byli vyhlášeni dne 24. května 2019.
- Finsko: Piia Leino, Taivas (Heaven)
- Francie: Sophie Daull, Au grand lavoir (The Wash-house)
- Gruzie: Beqa Adamashvili, პროლოგი (Everybody dies in this novel)
- Irsko: Jan Carson, The Firestarters
- Itálie: Giovanni Dozzini, E Baboucar guidava la fila (And Baboucar was leading the line)
- Litva: Daina Opolskaite, DIENŲ PIRAMIDĖS (The Hour of Dusk)
- Maďarsko: Réka Mán-Várhegyi, Mágneshegy (Magnetic Hill)
- Polsko: Marta Dzido, Frajda (Pleasure)
- Rakousko: Laura Freudenthaler, Geistergeschichte (A ghost story)
- Rumunsko: Tatiana Țîbuleac, Grădina de sticlă (The Glass Garden)
- Řecko: Nikos Chryssos, Καινούργια μέρα (New Day)
- Slovensko: Ivana Dobrakovová, Matky a kamionisti (Mothers and Lorry Drivers)
- Ukrajina: Haska Shyyan, ЗА СПИНОЮ (Behind the back)
- Velká Británie: Melissa Harrison, All Among the Barley

## 2020
Ocenění byli vyhlášeni dne 19. května 2020.

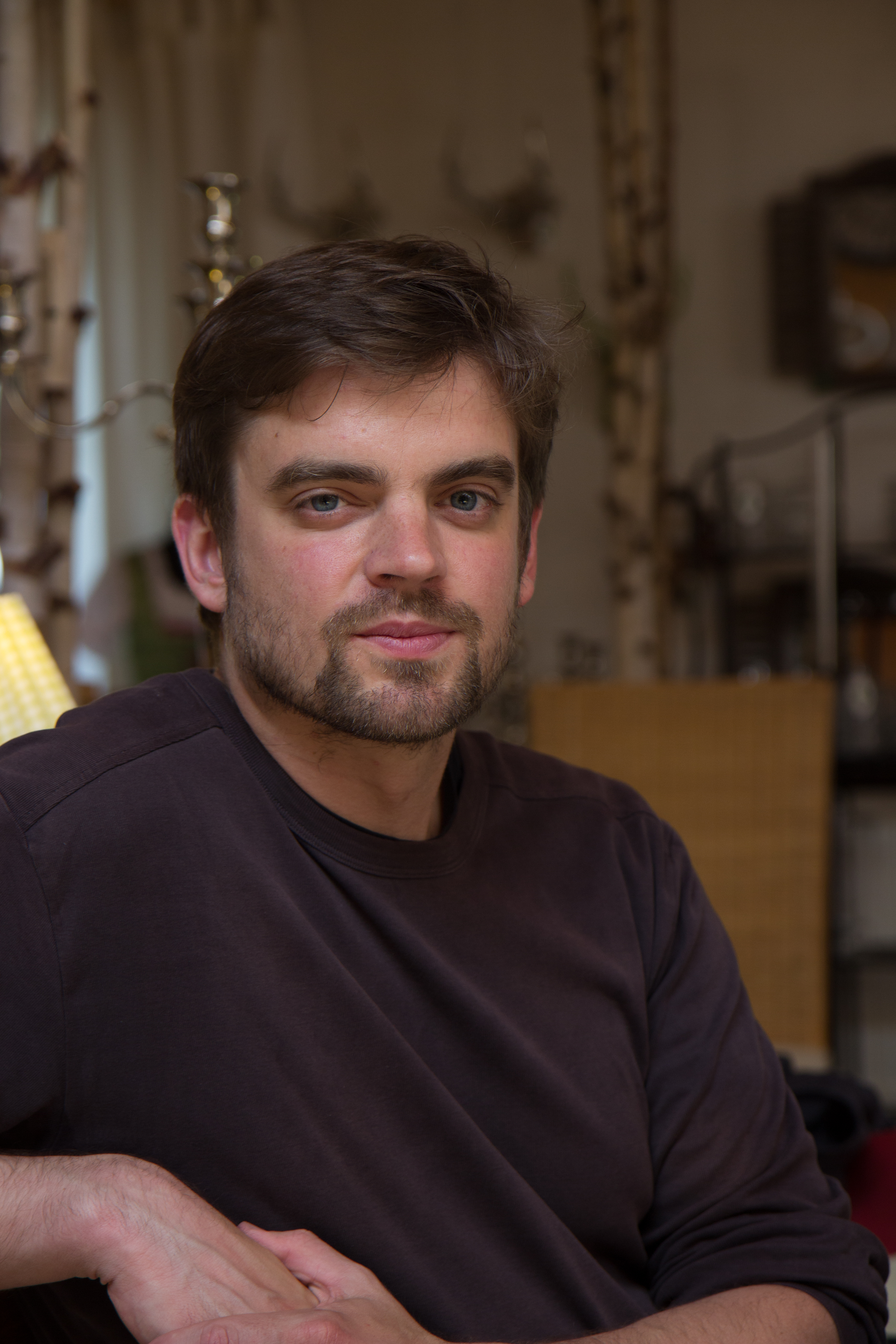
Matthias Nawrat

- Belgie: Nathalie Skowronek, La carte des regrets (The map of regrets)
- Bosna a Hecegovina: Lana Bastašić, Uhvati zeca (Catch the rabbit)
- Černá Hora: Stefan Bošković, Ministar (Minister)
- Dánsko: Asta Olivia Nordenhof, Penge på lommen (Money in your pocket)
- Estonsko: Mudlum (Made Luiga), Poola poisid (Polish boys)
- Chorvatsko: Maša Kolanović, Poštovani kukci i druge jezive priče (Dear insects and other scary stories)
- Kosovo: Shpëtim Selmani, Libërthi i dashurisë (The Booklet of Love)
- Kypr: Stavros Christodoulou, Τη μέρα που πάγωσε ο ποταμός (The day the river froze)
- Lucembursko: Francis Kirps, Die Mutationen (The Mutations)
- Německo: Matthias Nawrat, Der traurige Gast (The Sad Guest)
- Norsko: Maria Navarro Skaranger, Bok om sorg (Book of grief)
- Severní Makedonie: Petar Andonovski, Страв од варвари (Fear of barbarians)
- Španělsko: Irene Solà, Canto jo i la muntanya balla (I sing and the mountain dances)

## 2021
- Česko: Lucie Faulerová: Smrtholka (Deathmaiden); nominace: Anna Bolavá: Před povodní, Miřenka Čechová: Baletky, Matěj Hořava: Mezipřistání, Daniel Hradecký: Tři kapitoly[9]